# Louis Doynel de Saint-Quentin
Louis-Jules-Eugène Doynel, comte de Saint Quentin, né le 14 octobre 1850 à Caen (Calvados) et mort le 18 avril 1928 à Paris, est un homme politique français.

## Biographie
Issu de la vieille noblesse terrienne, portant le titre de comte, propriétaire terrien (domaine de Garcelles), il préside la société d'agriculture de Caen et plusieurs sociétés hippiques. Maire de Garcelles-Secqueville, il est député du Calvados de 1894 à 1902, républicain rallié, et sénateur de 1904 à 1928. Il intervient sur les sujets agricoles, notamment sur les questions liées au cheval, et se montre protectionniste et antiétatiste.
Il est membre du conseil de la Société des agriculteurs de France, de l'Académie d'agriculture de France depuis 1897, qu'il préside en 1908, vice-président puis président en 1927 de la Société d'encouragement pour l'amélioration du cheval français de demi-sang — une course importante honore sa mémoire chaque année à Vincennes — et vice-président de l'Association de l'industrie et de l'agriculture françaises, et président de sa section agricole.
Il est administrateur de la société métallurgique de Gorcy, présidée par Stéphen Liégeard, père de son épouse, puis son président, et vice-président de la Société des aciéries de Longwy de 1923 à 1928.
Gendre de Stéphen Liégeard, dont il a épousé la fille Alice, il est le père de René Doynel de Saint-Quentin et l'oncle de l'aviateur Georges Guynemer.

## Sources
- « Louis Doynel de Saint-Quentin », dans le Dictionnaire des parlementaires français (1889-1940), sous la direction de Jean Jolly, PUF, 1960 [détail de l’édition] (Lire en ligne sur le site du Sénat)
- Journal d'agriculture pratique, de jardinage et d'économie domestique, 1928, nécrologie
- Comptes rendus des séances de l'Académie d'agriculture de France, 1928, nécrologie
- Le Figaro, 19 avril 1928, nécrologie